# 204896 Giorgiobocca
204896 Giorgiobocca è un asteroide della fascia principale. Scoperto nel 2007, presenta un'orbita caratterizzata da un semiasse maggiore pari a 3,1222349 au e da un'eccentricità di 0,0307921, inclinata di 3,84133° rispetto all'eclittica.
L'asteroide è dedicato al giornalista e scrittore Giorgio Bocca.